# 2012年ロンドンオリンピックのニュージーランド選手団
2012年ロンドンオリンピックのニュージーランド選手団（2012ねんロンドンオリンピックのニュージーランドせんしゅだん）は、2012年7月27日から8月12日にかけてイギリスの首都ロンドンで開催された2012年ロンドンオリンピックのニュージーランド選手団、およびその競技結果。

## 概要
今大会は金メダル6個、銀メダル2個、銅メダル5個の合計13個のメダルを獲得した。

## メダル
| メダル | 選手名                                                                                                 | 競技       | 種目                   |
| ------ | --- | ---------- | ---------------------- |
| 金     | バレリー・アダムス                                                                                     | 陸上       | 女子砲丸投             |
| 金     | マー・ドライスデール                                                                                   | ボート     | 男子シングルスカル     |
| 金     | ネーサン・コーエン ジョセフ・サリバン                                                                  | ボート     | 男子ダブルスカル       |
| 金     | エリク・マレー ハミシュ・ボンド                                                                        | ボート     | 男子舵なしペア         |
| 金     | ヨー・アーレ オリビア・ポーリー                                                                        | セーリング | 女子470級              |
| 金     | リサ・キャリントン                                                                                     | カヌー     | 女子スプリントK-1 200m |
| 銀     | ピーター・バーリング ブレア・トゥーク                                                                  | セーリング | 男子49er級             |
| 銀     | サラ・ウォーカー                                                                                       | 自転車     | 女子BMX                |
| 銅     | ストーム・ウル ピーター・テイラー                                                                      | ボート     | 男子軽量級ダブルスカル |
| 銅     | ジュリエット・ハイ レベッカ・スカウン                                                                  | ボート     | 女子舵なしペア         |
| 銅     | サム・ビューリー アーロン・ゲイト ウェスリー・ゴフ マーク・ライアン ジェシー・サージェント             | 自転車     | 男子団体追抜           |
| 銅     | サイモン・ヴァン・ヴェルトホーヴェン                                                                   | 自転車     | 男子ケイリン           |
| 銅     | ジョネル・リチャーズ カロライン・パウエル ジョナサン・パジェット アンドルー・ニコルソン マーク・トッド | 馬術       | 総合馬術団体           |